# Arcott Canadien
L'Arcott Canadien (en anglais : Canadian Arcott) est une race ovine canadienne développée dans les années 1970 et 1980 par le Centre de Recherche en Agriculture d'Ottawa (Animal Research Center). Le but était d'obtenir une race à viande plus productive à croissance rapide.

## Origine
En 1965, le gouvernement canadien lance un programme de recherche et d'élevage pour créer de nouvelles races ovines. Le but est d'obtenir une race bouchère à croissance rapide pour produire de la viande d'agneau. L'Arcott Canadien est le résultat de divers croisements avec une dizaine de races. Les principales sont la Suffolk (37 %), l'Île de France (28 %), la Leicester (14 %), la North Country Cheviot (en) (7 %) et la Romnelet (6 %). Les 8 % restant sont un mélange de Shropshire, Lincoln, Southdown Dorset, Mouton de Frise orientale, Finnoise et Corriedale (en).
La race est officiellement reconnue en 1989. Son nom est l'acronyme de Animal Research Center in Ottawa. Deux autres races ont été développées en même temps : l'Arcott Outaouais et l'Arcott Rideau (en).

## Description
C'est un mouton à laine de taille moyenne, court sur pattes et lourdement musclé. Le bélier peut atteindre les 100 kg et la brebis pèse en moyenne entre 75 et 95 kg. Il est en général entièrement blanc mais des tâches de couleurs peuvent apparaitre sur les pattes et la tête. Il a une queue longue couverte de laine. C'est une race sans cornes. Quelques individus peuvent avoir de petites cornes mais cela ne correspond pas au standard de la race.

## Élevage et production
Ce mouton peut être élevé en élevage extensif ou intensif. Après une gestation de 147 jours, la brebis met bas un ou deux agneaux, rarement trois. L'agneau pèse en moyenne 4 kg à la naissance. Les jeunes sont abattus à l'âge de 120 jours pour produire de la viande d'agneau.
Bien que la production principale soit la viande, la race fournie une laine de qualité moyenne. Chaque individu peut fournir entre 3,6 et 4,5 kg.
Les béliers peuvent être utilisés pour améliorer d'autres races bouchères.

## Sauvegarde
En 1994, 89 mâles et 575 femelles étaient recensés. La race reste assez rare. La FAO la classe « en danger » en 2007.

#### Ouvrages
- (en) Valerie Porter, Lawrence Alderson, Stephen J.G. Hall et D. Phillip Sponenberg, Mason's World Encyclopedia of Livestock Breeds and Breeding, Wallingford, CABI, avril 2016, 1200 p. (ISBN 978-1-84593-466-8, BNF 45071728, lire en ligne), p. 776

#### Articles
- (en) J.N.B. Shrestha, H.F. Peters, D.P. Heaney et L.D. Van Vleck, « Genetic trends over 20 years of selection in the three synthetic Arcotts, Suffolk and Finnish landrace sheep breeds. 1. Early growth traits », Canadian journal of animal science,‎ 1996 (ISSN 0008-3984, lire en ligne)
- (en) J.N.B. Shrestha et D.P. Heaney, « Review of Canadian, Outaouais and Rideau Arcott breeds of sheep », Small ruminant research,‎ 2003, p. 79–96 (ISSN 0921-4488, DOI 10.1016/S0921-4488(03)00070-1, lire en ligne)